# Sitometer

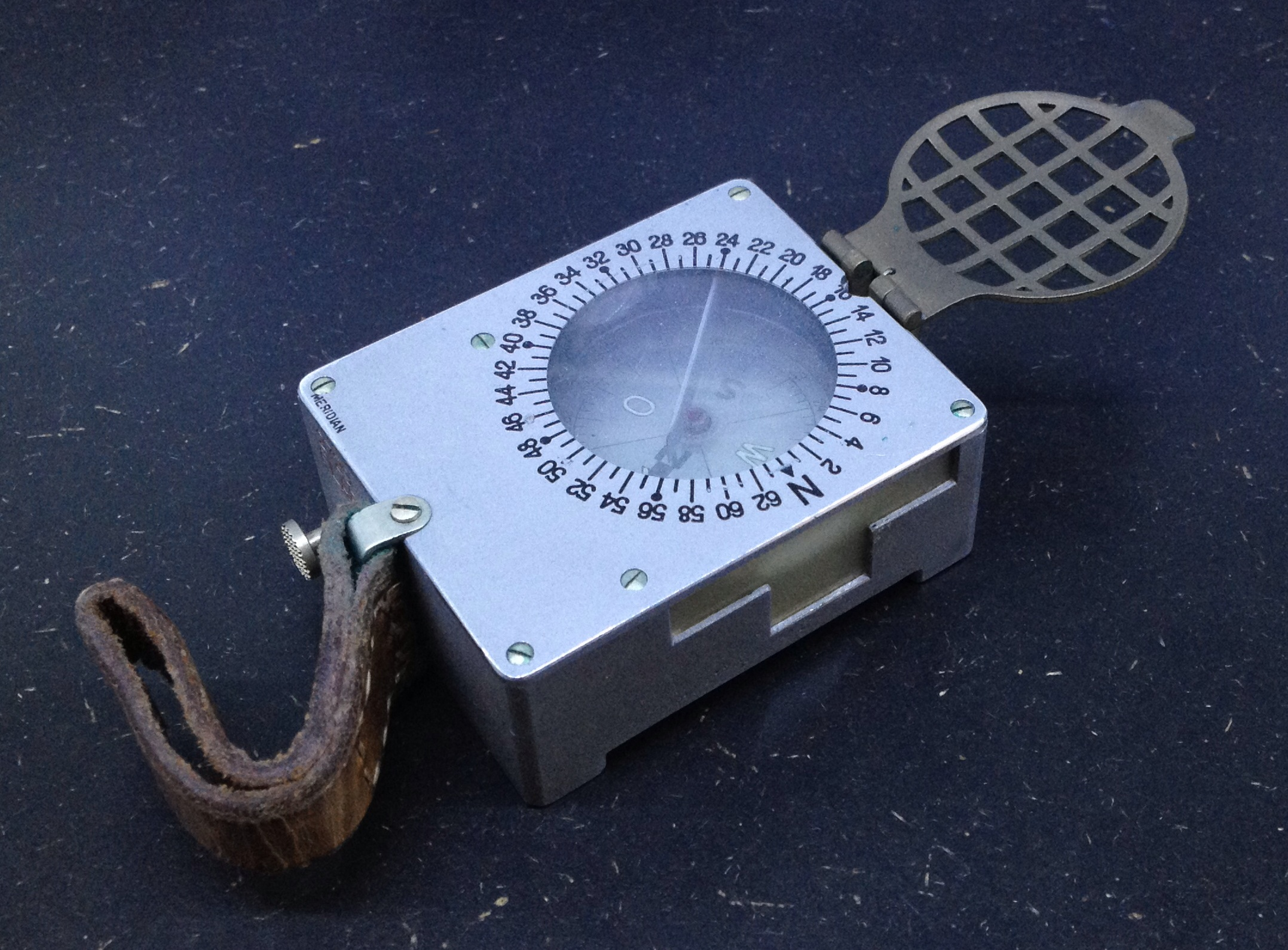
Sitometer der Schweizer Armee (1960)

Ein Sitometer ist eine Spezialform des Peilkompasses, der es ermöglicht, auf einen Blick Seiten- und Höhenwinkel eines anvisierten Objekts abzulesen. Besonders zum militärischen Gebrauch zur schnellen Einmessung von Stellungen und Artillerieeinweisung im 19. Jahrhundert entwickelt, war und ist er in vielen Armeen bis heute in Gebrauch. Auch gibt es diverse zivile Anwendungsmöglichkeiten.
Der Begriff wurde aus dem Französischen sitomètre abgeleitet. Der Höhenwinkel wird im Französischen angle de site genannt. Der Azimutwinkel heißt hingegen angle de gisement.
Der Begriff bezeichnet also ursprünglich ein reines Höhenwinkelmessgerät, welches später um einen Kompass ergänzt wurde. Frühe Sitometer weisen teilweise Befestigungsvorrichtungen für die Anbringung an Geschützen auf, wobei eine Einmessung des Seitenwinkels am Geschütz selbst, durch die Ablenkung der Magnetnadel durch das Eisen des Geschützes nicht möglich war. Das Sitometer musste also abnehmbar gebaut sein, um den Azimut einige Meter entfernt vom Geschütz bestimmen zu können. Der Begriff bezeichnet heute die späte Bauvariante, meist einen Prismenpeilkompass bei gleichzeitiger Einspiegelung des Höhenwinkels.
Heute gebaute ähnliche Geräte werden für die Bedürfnisse der Landvermessung gefertigt und sind daher mit einer Befestigungsmöglichkeit auf einem Dreibein ausgelegt.